# Václav Marek (fotbalista)
Václav Marek (* 16. března 1981) je bývalý profesionální český fotbalový brankář. V létě 2009 přestoupil z 1. FC Slovácko do Bohemians Praha 1905, kde kryl záda brankáři Radku Sňozíkovi.

## Hráčská kariéra

### Ligová bilance
| Ročník           | Zápasy | Góly | Minuty | Nuly | Klub                       |
| ---------------- | ------ | ---- | ------ | ---- | -------------------------- |
| ČFL 2000/01      | –      | 0    | –      | –    | AFK Sokol Semice           |
| ČFL 2000/01      | –      | 0    | –      | –    | AC Sparta Praha „B“        |
| ČFL 2001/02      | –      | 0    | –      | –    | AC Sparta Praha „B“        |
| II. liga 2001/02 | 6      | 0    | –      | –    | SC Xaverov Horní Počernice |
| II. liga 2002/03 | 9      | 0    | –      | –    | SC Xaverov Horní Počernice |
| II. liga 2003/04 | 7      | 0    | –      | –    | SC Xaverov Horní Počernice |
| ČFL 2003/04      | –      | 0    | –      | –    | FC Dragoun Břevnov         |
| ČFL 2004/05      | –      | 0    | –      | –    | SC Xaverov Horní Počernice |
| II. liga 2005/06 | 27     | 0    | –      | –    | SC Xaverov Horní Počernice |
| I. liga 2006/07  | 2      | 0    | 91     | 0    | 1. FC Slovácko             |
| II. liga 2007/08 | 12     | 0    | –      | –    | 1. FC Slovácko             |
| I. liga 2009/10  | 1      | 0    | 90     | 0    | Bohemians Praha 1905       |
| I. liga 2010/11  | 2      | 0    | 180    | 0    | Bohemians Praha 1905       |
| CELKEM I. LIGA   | 5      | 0    | 361    | 0    |                            |
| CELKEM II. LIGA  | 61     | 0    | –      | –    |                            |